# Bony d'Home Mort
El Bony d'Home Mort és una muntanya de 1.992 metres que es troba al municipi de Montferrer i Castellbò, a la comarca de l'Alt Urgell.